# Popillia impressipyga
Popillia impressipyga – gatunek chrząszcza z rodziny poświętnikowatych, podrodziny rutelowatych i plemienia Anomalini.
Gatunek ten został opisany w 1897 roku przez Friedricha Ohausa.
Ciało długości od 11 mm i szerokości od 6 do 7 mm, owalne, wgłębione, metalicznie głęboko zielone lub złociście zielone z pomarańczowymi pokrywami. Głowa z przodu gęsto punktowana, a nadustek delikatnie pomarszczony. Punktowanie przedplecza nadzwyczaj delikatne, lepiej widoczne po bokach, a najsilniejsze w przednich kątach. Boki przedplecza z krawędziami tępo kanciastymi przed środkiem i prawie prostymi od tego miejsca ku ostrym kątom przednim i prawie prostym tylnym. Rowki na pokrywach, w liczbie sześciu, silnie wgłębione i punktowane. Punktowanie międzyrzędu okołoszwowego z przodu silne i nieregularne, w tylnej połowie stopniowo redukuje się. Bardzo drobno i skąpo punktowane pośrodku jest pygidium, podczas gdy po bokach i na wierzchołku jego punktowanie staje się raczej grube. Szare włoski w dwóch łatkach u nasady pygidium. Na spodzie ciała łaty białawych włosków. Wyrostek piersiowy krótki i tępy.
Chrząszcz orientalny, endemiczny dla Indii, znany ze stanów Asam i Sikkim.